# 1372

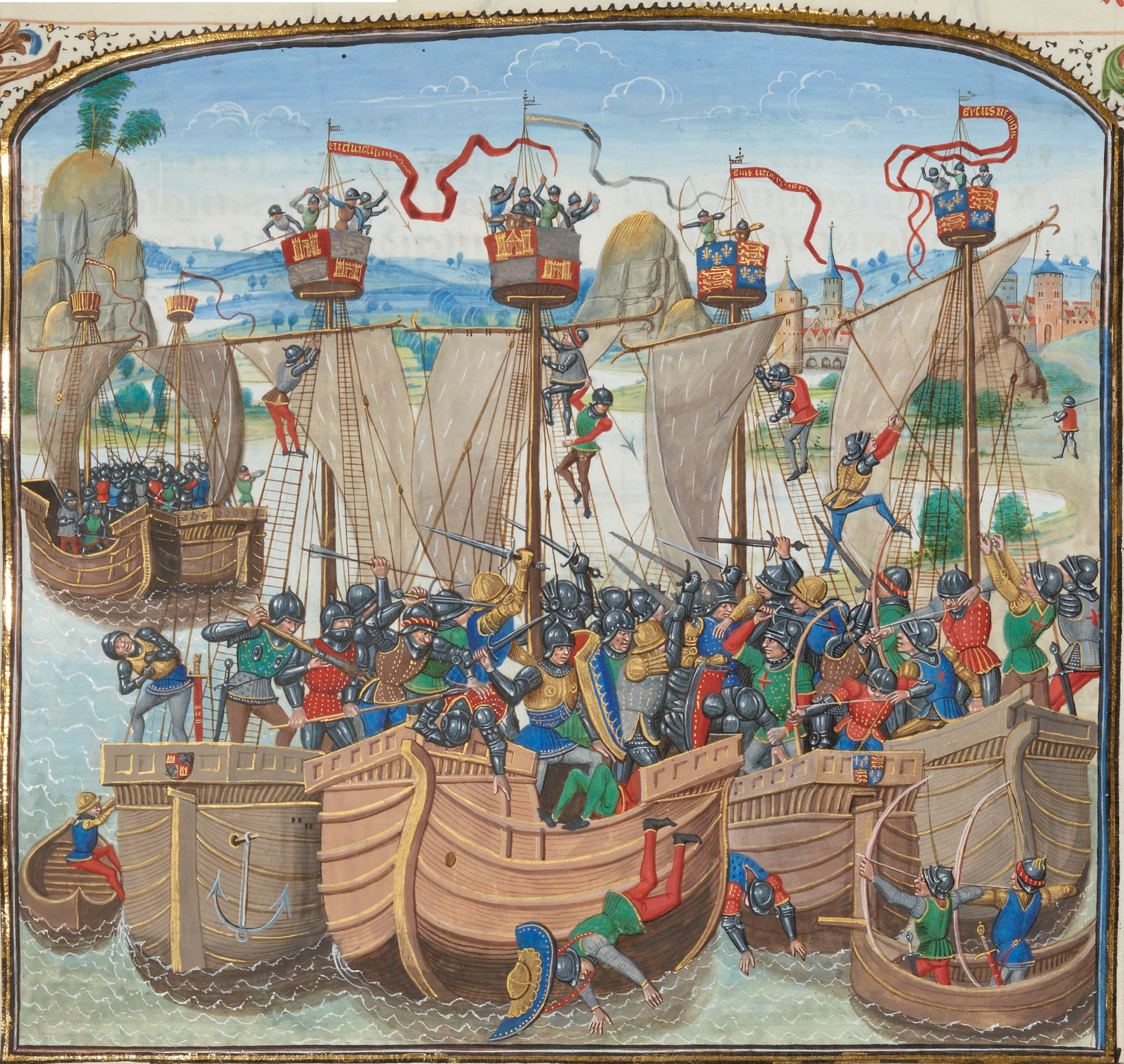
Slag bij La Rochelle

Het jaar 1372 is het 72e jaar in de 14e eeuw volgens de christelijke jaartelling.

## Gebeurtenissen
februari
- 14 - Mechteld van Gelre trouwt met Jan van Blois, heer van Schoonhoven, die zich direct mengt in de Gelderse Successieoorlog.

maart
- 12 - Woerden krijgt stadsrechten.

mei
- 5 - De latere koning Ferdinand I van Portugal trouwt met [[Leonor Teles de

Menezes]]
juli
- 22 - Slag bij La Rochelle: Een gezamenlijk Castiliaans-Franse vloot verslaat de Engelsen. Frankrijk herwint de controle op Het Kanaal over Engeland.

Zonder datum
- Owain Lawgoch claimt de titel van prins van Wales.
- Frankfurt am Main wordt een Vrije Rijksstad, zie Rijksstad Frankfort.
- De bouw van de Toren van Pisa wordt voltooid.
- Petrus Naghel finaliseert het derde deel van zijn Hernse Bijbel.
- oudst bekende vermelding: Alting

## Opvolging
- Auschwitz - Jan I Scholasticus opgevolgd door zijn zoon Jan II
- Baden-Baden - Rudolf VI opgevolgd door zijn zoons Bernhard I en Rudolf VII
- Blois en Dunois - Lodewijk II opgevolgd door zijn broer Jan II
- Monferrato - Johan II opgevolgd door zijn zoon Otto III
- Stettin - Casimir III opgevolgd door Swantibor I en Bogislaw VII

## Afbeeldingen

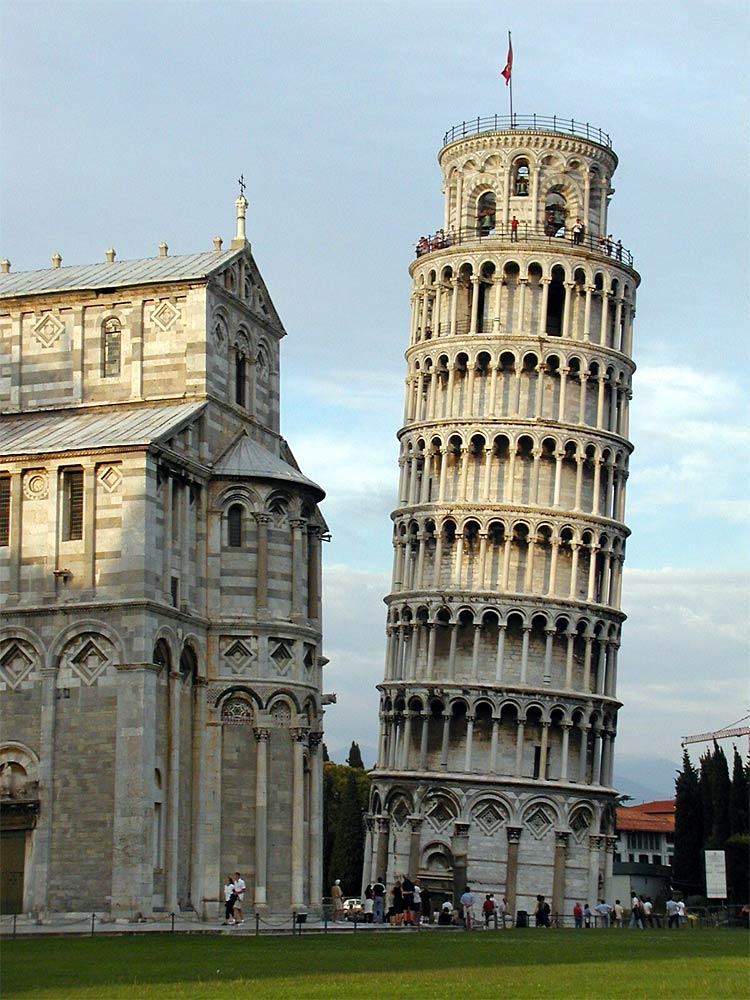
Toren van Pisa

## Geboren
- januari - Walter Manny, Engels militair
- 13 maart - Lodewijk I van Orléans, Frans prins
- 31 augustus - Ralph de Stafford (70), Engels edelman
- Archibald Douglas, Schots edelman en militair
- Beatrix, koningin van Portugal (1383-1385)
- ibn Hajar al-Asqalani, Egyptisch theoloog
- Koenraad van Freiburg, Duits edelman
- Jan van Brederode, Hollands edelman (jaartal bij benadering)

## Overleden
- 20 januari - Dirk III van Wisch, Gelders edelman
- 12 maart - Machteld van Voorne, Nederlands edelvrouw
- 20 maart - Johan II, markgraaf van Monferrato (1338-1372)
- 21 maart - Rudolf VI van Baden, Duits edelman
- 11 mei - Irmgard van Hohenlohe, Duits edelvrouw
- 29 september - Jan I Scholasticus, Pools edelman
- Lodewijk II van Blois, Frans edelman
- William van Heytesbury, Engels filosoof (jaartal bij benadering)